# Lajos Körmendy-Ékes
Lajos Körmendy-Ékes (maďarsky Körmendy-Ékes Lajos), uváděn též jako Lájos Körmendy-Ékes či Ľudovít Körmendy-Ékes (14. prosince 1876 Veszprém nebo Košice – 4. června 1951 Budapešť), byl československý politik maďarské národnosti a meziválečný poslanec Národního shromáždění za Maďarsko-německou křesťansko-sociální stranu (respektive za její maďarskou část - Zemská křesťansko-socialistická strana).

## Biografie
Podle údajů k roku 1920 byl profesí obchodníkem v Košicích.
Po ustavení Zemské křesťansko-socialistické strany mezi maďarskou menšinou v ČSR v roce 1920 patřil mezi hlavní postavy této politické formace. V parlamentních volbách v roce 1920 získal mandát v Národním shromáždění.
Později byl zbaven československého občanství a přesídlil do Maďarska.